# Laà-Mondrans
Laà-Mondrans é uma comuna francesa na região administrativa da Nova Aquitânia, no departamento dos Pirenéus Atlânticos. Estende-se por uma área de 6,07 km². Em 2010 a comuna tinha 441 habitantes (densidade: 72,7 hab./km²).